# T-Wayne
| Recensione | Giudizio |
| ---------- | -------- |
| Pitchfork  | 6.1/10   |
| PopMatters | [ 2 ]    |
| Vice       | [ 3 ]    |

T-Wayne è un mixtape collaborativo dei rapper statunitensi T-Pain e Lil Wayne, prodotto dalle etichette Nappy Boy Entertainment e Young Money Entertainment.
Registrato nel 2009, è stato più volte posticipato a causa dei problemi di Lil Wayne con la sua etichetta discografica e pubblicato a sorpresa il 18 maggio 2017 per lo streaming gratuito.
T-Pain in un primo momento ha pubblicato la cover dell'album (creata da Pencil Fingerz), e diverse ore dopo lo ha pubblicato per intero sui siti per la condivisione dei mixtape.

## Tracce
Tutte le tracce sono state prodotte da Tha Bizness, salvo dove indicato diversamente.
Tutti i testi sono stati scritti da T-Pain e Lil Wayne.
1. He Rap He Sang – 2:29 (musica: T-Pain)
2. Listen to Me – 2:33
3. Damn Damn Damn – 5:04
4. Waist of a Wasp – 3:52
5. Oh Yeah (T-Pain solo) – 1:09
6. Breathe – 4:27 (musica: Bangladesh)
7. Snap Ya Fangas – 4:33 (musica: T-Pain)
8. Heavy Chevy – 4:06

### Campioni utilizzati
- Listen to Me campiona Augustus Gloop Song degli Umpa-Lumpa del film Willy Wonka e la fabbrica di cioccolato.
- Breathe campiona Did It On'em di Nicki Minaj.
- Snap Ya Fangas interpola Forgot About Me di Scarface con Lil Wayne e Bun B.
- Heavy Chevy interpola American Pie di Don McLean.